# Cymbopogon marginatus
Cymbopogon marginatus là một loài thực vật có hoa trong họ Hòa thảo. Loài này được (Steud.) Stapf ex Burtt-Davy mô tả khoa học đầu tiên năm 1912.